# Eno Indijanci
Eno, pleme američkih Indijanaca porodice Siouan iz Sjeverne Karoline nastanjeno do 1716. u području duž rijeke Eno, sadašnji okruzi Orange i Durham, a nakon toga u Južnoj Karolini gdje su se ujedinili s Catawbama. Eno su najsrdoniji plemenu Shakori, a njihova populacija sa Shakorima i Adshusheer Indijancima 1600. iznosila je oko 1,500. Kasnije u 18. stoljeću udružuju s Catawbama i nestaju.

## Ime
Značenje imena plemena nije poznato. Speck sugerira na i'nare, "to dislike," "contemptible"; ili yeni'nare, "People disliked."  Yardley (1654) koristi naziv Haynokes. 

## Povijest
Eno Indijance prvi spominje Yardley ,guverner Virginije, koji kaže da se hrabro opiru Španjolcima, po čemu se zaključuje da su svojevremeno živjeli duž rijeke Enoree u Južnoj Karolini, koja teče uz glavni put od St. Helene u zemlju Cherawa u podnožju planina Appalachian. kasnije ih spominju John Lederer (1671) i John Lawson (1701) kada zajedno sa Shakorima žive u gradu Adshuisheer. Oko 1714 zajedno s plemenima Shakori, Tutelo, Saponi, Occaneechi i Keyauwee,, počinju se kretati u smjeru naselja Virginijskih kolonista. Guverner Virginije, Spotswood, 1716. predlaže da se plemena Eno, Cheraw i Keyauwee nasele u  'grad'  Eno uz granicu sa Sjevernom Karolinom, ali ovaj projekt doživljava poraz, jer su sva tri plemena bila u ratu s Južnom Karolinom. U tekstu nije jasno radi li se o starom Eno 'gradu', ili nekom novijem, bližem kolonistima s Albemarle Sounda. Nakon ovoga Eno se vračaju u Južnu Karolinu gdje se ujedinjuju s Catawbama, gdje se njihov dijalekt čuo još 1743. godine. 

## Etnografija
Eno Indijanci su sjedilačko seosko pleme koje je živjelo od kultiviranja velikih polja oko svojih sela. Kuće su im se razlikovale od onih kakve su gradila susjedna plemena iz Virginije i dviju Karolina. Susjedna plemena kuće su izrađivali od kore drveta, dok su Eno Indijanci, slično plemenu Quapaw iz istočnog Arkansasa, svoje kolibe pleli od grana ili trske i obljepljivali ih blatom ili glinom, i kružne su forme. Svaka kuća imala je i manju strukturu oblika peći, koja je služila za skladištenje kukuruza i oraha, i podsjećaju na spremišta Cherokeeja. Njihovu plemensku upravu stari autori opisuju kao demokratsku a odluke starijih ljudi prihvaćaju se s neupitnom pokornošću.  Obitelj je patrijarhalna. 

## Populacija
Godine 1714. plemena Eno, Shakori, Tutelo, Saponi, Occaneechi i Keyauwee broje 750 duša.

## Vanjske poveznice
- Eno Indian Tribal History
- Cultural History of the Eno River  Arhivirana inačica izvorne stranice od 23. rujna 2006. (Wayback Machine)